# Oberto Grimaldi
Oberto Grimaldi va ser el fill de Grimaldo Canella, Cònsol de Gènova, i el successor de la dinastia Grimaldi. Va néixer probablement l'any 1188 i va morir l'any 1252, amb 64 anys. Es desconeix el nom de la seva mare. Ell era el més gran dels seus germans: Pietro Canella, Raimondo Canella, Adelasia Canella, Grimaldina Canella i Anna Canella.
Es va casar amb Corradina Spinola i junts van tenir la següent descendència: Grimaldo Grimaldi, successor de la dinastia (1170-1257); Antonio Grimaldi de Gènova; Ingone Grimaldi; Oberto Grimaldi; i Nicola Grimaldi.
No s'ha trobat tanta informació d'ell com se n'ha trobat del seu pare, però es coneix que ell va ser Comissari de Gènova.